# Elbaea montana
Elbaea montana là một loài ruồi trong họ Tachinidae.